# Acacia sulcata
Acacia sulcata är en ärtväxtart som beskrevs av Robert Brown. Acacia sulcata ingår i släktet akacior, och familjen ärtväxter.

## Underarter
Arten delas in i följande underarter:
- A. s. planoconvexa
- A. s. platyphylla
- A. s. sulcata